# 후터러붓털쥐
후터러붓털쥐(Lophuromys huttereri)는 쥐과 붓털쥐속에 속하는 설치류이다. 콩고민주공화국에서만 발견되며, 자연 서식지는 아열대 또는 열대 기후 지역의 습윤 저지대 숲이다.